# Vivès
Vivès (katalanisch Vivers) ist eine französische Gemeinde mit 182 Einwohnern (Stand 1. Januar 2022) im Département Pyrénées-Orientales in der Region Okzitanien. Sie gehört zum Arrondissement Céret und zum Kanton Vallespir-Albères.

## Nachbargemeinden
Nachbargemeinden von Vivès sind Passa im Norden, Saint-Jean-Pla-de-Corts im Südosten, Céret im Süden, Oms im Westen und Llauro im Nordwesten.

## Bevölkerungsentwicklung
| Jahr      | 1962 | 1968 | 1975 | 1982 | 1990 | 1999 | 2013 |
| Einwohner | 78   | 73   | 58   | 60   | 75   | 128  | 174  |

## Sehenswürdigkeiten
- Pfarrkirche Saint-Michel (12. Jahrhundert)